# روب بروت
روب بروت (بالإنجليزية: Rob Pruitt)‏ هو رسام أمريكي، ولد في 1964 في واشنطن العاصمة في الولايات المتحدة.